# Девићи
Девићи су насеље у Србији у општини Ивањица у Моравичком округу. Према попису из 2022. било је 109 становника (према попису из 1991. било је 219 становника). До 1965. ово насеље је било седиште Општине Девићи коју су чинила насељена места: Брусник, Чечина, Дајићи, Девићи, Добри До, Градац, Коритник, Вионица и Врмбаје. После укидања општине подручје бивше општине је у целини ушло у састав општине Ивањица.
Овде се налази Кућа у којој је живео Венијамин Маринковић.

## Демографија
У насељу Девићи живи 146 пунолетних становника, а просечна старост становништва износи 35,9 година (34,6 код мушкараца и 37,2 код жена). У насељу има 65 домаћинстава, а просечан број чланова по домаћинству је 2,91.
Ово насеље је великим делом насељено Србима (према попису из 2002. године).
|  |

| Демографија | Демографија | Демографија |
| Година      | Становника  | Становника  |
| ----------- | ----------- | ----------- |
| 1948.       | 1           |             |
| 1953.       | 15          |             |
| 1961.       | 56          |             |
| 1971.       | 134         |             |
| 1981.       | 184         |             |
| 1991.       | 219         | 219         |
| 2002.       | 189         | 189         |

| Етнички састав према попису из 2002.‍ | Етнички састав према попису из 2002.‍ | Етнички састав према попису из 2002.‍ | Етнички састав према попису из 2002.‍ | Етнички састав према попису из 2002.‍ |
| ------------------------------------ | ------------------------------------ | ------------------------------------ | ------------------------------------ | ------------------------------------ |
|                                      |                                      |                                      |                                      |                                      |
| Срби                                 | Срби                                 |                                      | 186                                  | 98,41%                               |
| Црногорци                            | Црногорци                            |                                      | 3                                    | 1,58%                                |
| непознато                            | непознато                            |                                      | 0                                    | 0,0%                                 |

| Година пописа     | 1948. | 1953. | 1961. | 1971. | 1981. | 1991. | 2002. |
| ----------------- | ----- | ----- | ----- | ----- | ----- | ----- | ----- |
| Број домаћинстава | 1     | 6     | 27    | 46    | 71    | 76    | 65    |

| Број чланова      | 1  | 2  | 3 | 4  | 5 | 6 | 7 | 8 | 9 | 10 и више | Просек |
| ----------------- | -- | -- | - | -- | - | - | - | - | - | --------- | ------ |
| Број домаћинстава | 16 | 13 | 9 | 19 | 4 | 4 | 0 | 0 | 0 | 0         | 2,91   |

| Пол    | Укупно | Неожењен/Неудата | Ожењен/Удата | Удовац/Удовица | Разведен/Разведена | Непознато |
| ------ | ------ | ---------------- | ------------ | -------------- | ------------------ | --------- |
| Мушки  | 73     | 20               | 48           | 5              | 0                  | 0         |
| Женски | 84     | 22               | 48           | 12             | 2                  | 0         |
| УКУПНО | 157    | 42               | 96           | 17             | 2                  | 0         |

| Пол    | Укупно                    | Пољопривреда, лов и шумарство | Рибарство                            | Вађење руде и камена | Прерађивачка индустрија       |
| ------ | ------------------------- | ----------------------------- | ------------------------------------ | -------------------- | ----------------------------- |
| Мушки  | 48                        | 23                            | 0                                    | 0                    | 3                             |
| Женски | 37                        | 6                             | 0                                    | 0                    | 16                            |
| УКУПНО | 85                        | 29                            | 0                                    | 0                    | 19                            |
| Пол    | Производња и снабдевање   | Грађевинарство                | Трговина                             | Хотели и ресторани   | Саобраћај, складиштење и везе |
| Мушки  | 0                         | 1                             | 4                                    | 3                    | 4                             |
| Женски | 0                         | 0                             | 8                                    | 0                    | 0                             |
| УКУПНО | 0                         | 1                             | 12                                   | 3                    | 4                             |
| Пол    | Финансијско посредовање   | Некретнине                    | Државна управа и одбрана             | Образовање           | Здравствени и социјални рад   |
| Мушки  | 0                         | 0                             | 3                                    | 6                    | 0                             |
| Женски | 0                         | 0                             | 0                                    | 5                    | 2                             |
| УКУПНО | 0                         | 0                             | 3                                    | 11                   | 2                             |
| Пол    | Остале услужне активности | Приватна домаћинства          | Екстериторијалне организације и тела | Непознато            | Непознато                     |
| Мушки  | 1                         | 0                             | 0                                    | 0                    | 0                             |
| Женски | 0                         | 0                             | 0                                    | 0                    | 0                             |
| УКУПНО | 1                         | 0                             | 0                                    | 0                    | 0                             |